# 大相模村
大相模村（おおさがみむら）は埼玉県の南東部、南埼玉郡に属していた村。

## 地理
- 河川：中川、元荒川

## 歴史
- 1889年（明治22年）4月1日 町村制施行により、東方村、西方村、南百村、四条村、見田方村、別府村、千疋村が合併し南埼玉郡大相模村が成立する。
- 1954年（昭和29年）11月3日 南埼玉郡越ヶ谷町、大沢町、新方村、桜井村、大袋村、荻島村、出羽村、蒲生村、増林村と合併し越谷町となる。
- 1955年（昭和30年）11月3日 草加町の一部が越谷町へ編入する。
- 1958年（昭和33年）11月3日 越谷町が市制施行し越谷市となる。